# Партизанская больница Франья
Партизанская больница Франья (словен. Partizanska bolnica Franja) — секретный госпиталь времени Второй мировой войны в деревне Долени-Новаки возле Церкно в западной Словении. Она была в ведении югославских партизан с декабря 1943 года до конца войны как часть широкого организованного сопротивления фашистским оккупационным войскам. Там лечились солдаты как воевавшие на стороне союзных держав, так и на стороне стран «оси». Оккупационные войска Вермахта предпринимали безуспешные попытки обнаружить больницу, но это им так и не удалось. Сейчас больница превращена в музей. Она защищена государством как культурный памятник национального значения.

## История и описание
Построенная в трудной пересечённой местности ущелья Пасица в западной Словении словенскими партизанами, больница начала работать в декабре 1943 года и постоянно совершенствовалась до окончания войны в мае 1945 года. Больница располагалась в самой глубине оккупированной немцами Европы, всего в нескольких часах пути от Австрии и центральных областей нацистской Германии. Вход в больницу был хорошо спрятан в лесу, к нему можно было добраться только используя мосты. Мосты могли незаметно убираться, если поблизости действовал враг. В целях сохранения тайны расположения больницы раненые привозились в неё с завязанными глазами. Госпиталь также был защищён минными полями и пулемётными гнёздами. Так как больница располагалась в ущелье и была замаскирована в лесной гуще, её невозможно было обнаружить с помощью военной разведки.
Основателем госпиталя был Виктор Войчяк, но больница был названа в честь её руководителя и врача Франи Бойца Бидовеца, начавшего там работать в феврале 1944 года. Среди докторов трудившихся там был и итальянец Антонио Чиччарелли. Больница была хорошо оборудована для тайных партизанских операций и оставалась нетронутой до конца войны. Она была рассчитана на лечение 120 пациентов единовременно, но зачастую это число значительно превышалось. Большинство пациентов были раненые в ходе боевых действий против фашистов, которые не могли обратиться в обычную больницу из-за неминуемого ареста. Среди пациентов было множество представителей различных национальностей, включая и одного вражеского немецкого солдата, оставшегося после выздоровления в госпитале в качестве его персонала.
Госпиталь работал до 5 мая 1945 года. Он стал частью музея Церкно в 1963 году. В 1997 году Американская ассоциация ветеранов авиации наградила больницу Франьи за спасение и лечение сбитого американского пилота Харольда Адамса. 
В 2003 году словенской почтой была выпущена марка в честь 60-летия больницы Франьи, ставшей маркой года в Словении. Партизанская больница Франья является кандидатом на вхождение в список Всемирного наследия ЮНЕСКО .
18 сентября 2007 года больница была серьёзно разрушена в результате наводнения, последовавшего за сильными проливными дождями. 
Она была реконструирована и полностью восстановлена к 2010 году, и с этого времени вновь открыта для посетителей.

## Галерея
- Изоляционный блок (справа) и операционная (слева)
- Хата для раненых
- Река Чериншчица, справа докторские бараки
- Операционная
- Рентген
- Служебные помещения
- Палата для инвалидов
- Дорога к больнице
- Памятная табличка в честь Франца Розмана